# Friedrich Silaban
Friedrich Silaban (16 de diciembre de 1912 - 14 de mayo de 1984) fue un arquitecto indonesio. Sus diseños más conocidos, como la Mezquita Istiqlal y el Estadio Gelora Bung Karno de Yakarta, fueron encargados durante la presidencia de Sukarno. Silaban prefería la arquitectura moderna a los estilos tradicionales indonesios.

## Primeros años y educación
Silaban nació el 16 de diciembre de 1912 en el pueblo de Bonan Dolok, actualmente en la Samosir,como quinto hijo de un pastor de la Iglesia Cristiana Protestante de Batak, el reverendo Jonas Silaban. Completó su educación básica en residencia de Tapanoeli, graduándose en 1927 antes de trasladarse a Batavia para asistir a la Escuela Koningin Wilhelmina, donde estudió diseño y construcción de edificios. Se graduó allí en 1931.

## Carrera
Tras licenciarse, Silaban empezó a trabajar con el arquitecto holandés J.H. Antonisse, que se había trasladado a Batavia en 1914, y entre 1931 y 1937 Silaban trabajó en dibujos para proyectos de obras públicas en Batavia. Luego fue destinado a Pontianak, donde en 1938 diseñó el Tugu Khatulistiwa. Fue internado durante varios meses tras la invasión japonesa de 1942, y durante este periodo conoció a Sukarno, y ambos mantuvieron conversaciones sobre arquitectura y arte. Durante la Revolución indonesia, Silaban siguió siendo funcionario de obras públicas en Bogor, antes de asistir a la Academie van Bouwkunst de Ámsterdam entre 1949 y 1950. Durante su estancia en el extranjero, Silaban recorrió la arquitectura moderna, incluida la Torre Eiffel, los edificios de Brasilia y el Empire State Building.
Aparte de sus proyectos de obras públicas en Bogor, Silaban empezó a trabajar en proyectos nacionales en la década de 1950. En 1953 diseñó la puerta de entrada al Cementerio de los Héroes de Kalibata, y hacia 1955 se aceptaron sus diseños para la sede del Bank Indonesia y la Mezquita Istiqlal. Según el hijo de Silaban, para poder participar en el concurso de diseño de la mezquita a pesar de ser protestante, Silaban tuvo que utilizar un seudónimo para que su propuesta fuera aceptada. Otras mezquitas diseñadas por Silaban incluyen la Gran mezquita de Al-Azhar (la más grande del país antes de Istiqlal) y otra mezquita en Biak que se construyó tras la toma indonesia de Nueva Guinea Occidental.
Silaban también participó en el concurso de diseño Monumento nacional. Aunque su primera propuesta en 1955 fue la mejor valorada por el jurado, no fue aceptada y obtuvo el segundo puesto, mientras que el primero quedó vacante. Tras fracasar un segundo intento, Sukarno ofreció a Silaban y a otro arquitecto, Soedarsono, la oportunidad de dirigir el proyecto en 1961, pero Silaban se negó, prefiriendo trabajar en el proyecto en solitario. Finalmente, se encargó a Soedarsono el diseño del monumento. En 1959, Silaban cofundó el Instituto Indonesio de Arquitectos Ikatan Arsitek Indonesia junto con Mohammad Susilo y Liem Bwan Tjie.
Tras la caída de Sukarno, Silaban tuvo menos éxito como arquitecto, ya que se le asociaba mucho con el expresidente. Su situación profesional empeoró por la mala situación económica, que le obligó a depender de su pensión para mantener a sus diez hijos. A finales de la década de 1970 y principios de la de 1980 trabajó en el diseño de varias residencias privadas y de un edificio universitario en Medan. Su salud empeoró en 1983 y falleció en el Hospital Central del Ejército Gatot Soebroto de Yakarta el 14 de mayo de 1984.

## Estilo
En sus proyectos de alto nivel, Silaban prefería diseños limpios que carecieran de la ornamentación tradicional de la arquitectura indonesia. Quería evitar elementos que correspondieran a una cultura específica de Indonesia, argumentando que un estilo arquitectónico auténticamente indonesio no tenía por qué imitar las formas tradicionales.